# Dyron Daal
Dyron Rudolph Daal (Amsterdam, 11 ottobre 1983) è un ex calciatore olandese, di ruolo attaccante.